# Шодієв Патох Каюмович
Фаттах (Патох) Каюмович Шодієв (нар. 15 квітня 1953 року) — підприємець узбецького походження, один з найбільших бізнесменів Центральної Азії, власник низки казахстанських та міжнародних компаній.
Меценат, громадський діяч, автор наукових робіт, японознавець.
Співвласник компанії Eurasian Resources Group (ERG), АТ «Євразійський банк», АТ «СК Євразія» і «Євразійська Індустріальна Компанія».
Засновник Міжнародного фонду Шодієва.
Вільно володіє узбецькою, російською, японською та англійською мовами.

## Біографія
Фаттах Каюмович Шодієв народився 15 квітня 1953 року в м. Джиззак Узбецької РСР.
У 1976 році він з відзнакою закінчив Московський Державний Інститут Міжнародних Відносин (МДІМВ), факультет «Міжнародне право». Надалі захистив кандидатську дисертацію з політології в Дипломатичній Академії МЗС Росії і отримав ступінь Доктора політичних наук. Автор понад 30-ти наукових публікацій з історії, політики та економіки Японії.
C 1976 року служив Радником Торгового представництва СРСР в Токіо, Японія, і Головним спеціалістом з російсько-японських економічних відносин Міністерства зовнішньої торгівлі (МВТ) СРСР.
У 1989 році Фаттах Каюмович став акціонером ряду гірничодобувних підприємств у Казахстані, які пізніше були консолідовані в Eurasian Natural Resources Corporation (ENRC), міжнародну гірничодобувну компанію, відому сьогодні як Eurasian Resources Group (ERG).
У 1994—1995 роках став засновником АТ «Євразійський банк» та страхової компанії «Євразія».
У 1996 році Фаттах Каюмович заснував благодійну організацію «Міжнародний фонд Шодієва» [Архівовано 14 лютого 2021 у Wayback Machine.] [Архівовано 22 січня 2021 у Wayback Machine.], діяльність якої спрямована на просування академічних досягнень, творчого потенціалу та інновацій в Євразії, а також на надання благодійної допомоги на території Узбекистану, Казахстану, Росії та України.
У 2009 році став засновником «Євразійської Індустріальної Компанії», розташованої в Казахстані.
У 2011 році Фаттах Каюмович придбав колекцію кімоно японського майстра Ітіку Куботи [Архівовано 19 січня 2021 у Wayback Machine.] і надав фінансову допомогу Музею Ітіку Куботи в Японії, з метою запобігання банкрутству музею та збереження цілісності колекції на надбання Японії.

### Комерційна діяльність
Фаттах Шодієв — один з найбільших підприємців Центральної Азії, власник низки казахстанських та міжнародних компаній. Є діловим партнером бізнесменів Олександра Машкевича і Аліджана Ібрагімова.

#### Eurasian Natural Resources Corporation (ENRC)
У 1989 році, спільно з Олександром Машкевичем і Аліджаном Ібрагімовим, заснував Eurasian Natural Resources Corporation (ENRC), гірничодобувну та металургійну компанію на базі активів в Казахстані.
До 2007 року ENRC займала одне з лідируючих місць у світі з виробництва ферохрому, глинозему і залізної руди, і повністю інтегрувала гірничодобувні, переробні, енергетичні, транспортні та маркетингові підприємства.
У грудні 2007 року ENRC розмістила близько 18 % свого капіталу на Лондонській фондовій біржі і в ході IPO привернула £ 1,364 млрд ($2,6 млрд). Капіталізація компанії на той момент становила £ 6,8 млрд ($13,7 млрд).
У 2008—2013 роках, внаслідок стратегії диверсифікації, відбувся активний розвиток компанії і придбання активів у Росії, Китаї, Африці та Бразилії. В результаті ENRC стала однією з провідних світових диверсифікованих груп у сфері видобутку і збагачення корисних копалин.
В листопаді 2013 року компанія покинула Лондонську фондову біржу та пройшла реструктуризацію. Сьогодні компанія відома як Eurasian Resources Group (ERG) і як і раніше займає лідируючі позиції в металургійній галузі.

#### АТ «Євразійський банк»
У 1994 році разом з Олександром Машкевичем і Аліджаном Ібрагімовим, став засновником АТ «Євразійський банк», однієї з провідних банківських груп у Казахстані.
«Євразійський банк» надає роздрібні банківські послуги малому і середньому бізнесу і на сьогоднішній день обслуговує 17 філій та 114 відділень по всій країні.  [Архівовано 14 лютого 2021 у Wayback Machine.]
У вересні 2019 року Moody's присвоїло банку рейтинг за довгостроковими депозитами в національній та іноземній валюті на рівні B2.

#### АТ «СК «Євразія»
У 1995 році, спільно з Олександром Машкевичем і Алджаном Ібрагімовим, став засновником страхової компанії «Євразія», нинішнього лідера на ринку страхування Казахстану.
На 1 липня 2019 року на частку компанії припадало 88 % від загального обсягу вхідного перестрахування в Республіці Казахстан і близько 99 % від усього обсягу вхідного перестрахування з-за кордону. [Архівовано 11 травня 2021 у Wayback Machine.]

#### «Євразійська Індустріальна Компанія»
У 2009 році, спільно з Олександром Машкевичем і Аліджаном Ібрагімовим, став засновником «Євразійської Індустріальної Компанії», холдингової компанії, що управляє низкою активів у секторі нерухомості в Казахстані.

### Статки
За даними журналу Forbes, входить в тисячу найуспішніших бізнесменів світу зі статком у $ 2,1 млрд на березень 2019 року.

## Нагороди
- Орден «Курмет» (2005 рік, Казахстан) — «за заслуги перед державою, вагомий внесок у соціально-економічний і культурний розвиток країни»[31][32].
- Медаль Авраама Лінкольна — «за розвиток демократії та економічні свободи» (2005 рік)[33][34].
- Кавалер ордена Почесного легіону (Франція).
- Орден «Барса» III ступеня (2011 рік, Казахстан) — «за внесок у розвиток Казахстану і активну промислову, наукову та соціально-культурну діяльність»[35][36].
- Орден Дружби (27 грудня 2019 року, Росія) — «за великі заслуги в області культури і мистецтва, багаторічну плідну діяльність»[37][38][39].
- Премія «Меценат року» в рамках VIII Санкт-Петербурзького міжнародного культурного форуму[40], «за генеральне спонсорство гастролей трупи театру Кабукі в Росії» (2019 р.)[41][42][43].
- Орден Висхідного сонця 3 ступеня (3 листопада 2020 року, Японія)[44].

## Родина
Одружений. Має двох дочок і сина.